# Jørnevik Station
Jørnevik Station (Jørnevik holdeplass) er en tidligere jernbanestation på Bergensbanen, der ligger i Voss kommune i Norge. Stationen er kun tilgængelig til fods.
Stationen åbnede som trinbræt 15. maj 1936. Oprindeligt hed den Hjørnevik, men stavemåden blev ændret til Jørnevik i januar 1938. Betjeningen med persontog ophørte 9. december 2012. På det tidspunkt blev stationen kun betjent af et tog om dagen i hver retning.